# Kota (Tanahu)
Kota – gaun wikas samiti w zachodniej części Nepalu w strefie Gandaki w dystrykcie Tanahu. Według nepalskiego spisu powszechnego z 2001 roku liczył on 604 gospodarstw domowych i 4188 mieszkańców (2121 kobiet i 2067 mężczyzn).